# Карлинское (Майнский район)
Карлинское — село Гимовского сельского поселения Майнского района Ульяновской области.

## География
Расположено в 16 км к юго-востоку от районного центра Майна, на обоих берегах речки Вязовка (левый приток реки Гуща). Рядом с селом раскинулись меловые горы, из-под которых бьёт множество родников.

## Название
Название «Карлинская Слобода на Гуще» дано для отличия от Карлинской Слободы под городом Уренск (ныне Урено-Карлинское) и Карлинской Слободы под городом Симбирск (ныне Карлинское).

## История
Основано в 1648 году как деревня «Карлинская Слобода на Гуще», прикрывая с юга Симбирскую черту от нападений войск кочевых племен. Статус слободы позволял казакам принимать беглых. Первыми жителями стали 100 служилых казаков с семьями, переселённые с реки Карла Казанского уезда — Карлинской черты. Служилые казаки (в отличие от вольных) несли военную службу и одновременно занимались сельским хозяйством.
С постройкой деревянной церкви в честь Покрова Богородицы, деревня стала селом и получила второе название — «Покровское».
В 1697 году служилые казаки были направлены «на вечное житьё» в город Азов. Опустевшие дворы и земли Карлинской Слободы на Гуще были пожалованы в поместье князю М. Я. Черкасскому, который стал заселять село крепостными крестьянами из других своих владений. Село унаследовали два его сына, от них в 1702 году село перешло к боярам Мусиным-Пушкиным, а затем частично к князьям Щербатовым. В 1735 году «пришли сюда в большом количестве крестьяне из села Арати», позднее население возрастало за счёт переселения крестьян из сёл Пойма Пензенской и Ворсма Нижегородской губернии.
В 1726 году П. И. Мусиным-Пушкиным построен деревянный храм. Престолов в нём три: главный (холодный) — в честь Покрова Пресвятые Богородицы и в приделах: в одном (холодный) — во имя Святителя и Чудотворца Николая и в другом (тёплый) — в честь Преображения Господня.
Карлинцы участвовали в восстании Е. И. Пугачёва.
В конце XVIII в. частью села владел фаворит Екатерины II граф П. А. Зубов, а затем его наследники.
В 1780 году село Покровское Карлинская Слобода вошло в состав Тагайского уезда Симбирского наместничества.
В 1796 году при создании Симбирской губернии село вошло в состав Сенгилеевского уезда.
В 1829—1830 годах группа карлинских крестьян была выведена для заселения пустоши Крюковско (ныне село Крюковка).
В 1846 году прихожане на свои средства пристроили к старой церкви третий придел — во имя Преображения Господня. В селе ещё имелась старообрядческая часовня, но «раскольников» насчитывалось всего 170 человек, а «никониан» — 3173 человека.
Местные крестьяне бунтовали против своих помещиков и управляющих в 1825 и 1859 годах.
На 1859 год село Карлинское (Покровское) входило в состав 3-го стана Сенгилеевского уезда Симбирской губернии.
В 1896 году в селе открыли две школы: мужская второклассная церковно-приходская, помещалась в собственном здании, и начальная земская.
7 декабря 1908 года священником Сергеем Петровским в селе был открыт «Дома трезвости» — первый в России и губернии.
В 1908 году из красного кирпича была построена новая Покровскую церковь, прежнюю деревянную перевезли в село Комаровку, где она была восстановлена.
В 1909 году появились телеграфная контора и метеорологический пункт при школе.
В 1912 году для местного общества трезвости построили специальное здание.
В 1916 году открылись земская больница и ветеринарная лечебница.
С 1918 года село Карлинское — центр сельсовета.
В 1919 году село стало очагом «Чапанной войны», за участие в которой 10 человек были расстреляны.
Во время НЭПа крестьянами была организована сельскохозяйственная артель, открылись изба-читальня и народный дом (клуб).
В 1928 году село вошло в состав Поповского района, с 1930 г. - Майнского района.
В 1929 году в селе был создан колхоз «Красное поле».
В 1930-х годах была разрушена церковь.
С 1943 года — в Ульяновской области.
В 1948 году местный колхоз был объединён с колхозами имени П. Л. Войкова (деревня Александровка) и «Искра» (посёлок Искра) и получил название «Путь к коммунизму».
С 1953 года Карлинское находилось в составе Степно-Матюнинского сельсовета. 
В 2000 году в селе был организован сельскохозяйственный производственный кооператив «Карлинское», в него вошли также хозяйства села Сухаревка.
В 2005 году село вошло в Гимовское сельское поселение.

## Население
| Год  | Число дворов | Число жителей | Примечания                                              |
| ---- | ------------ | ------------- | ------------------------------------------------------- |
| 1648 |              | 100           | служилых казаков с семьями                              |
| 1780 |              | 1484          | помещиковые крестьяне                                   |
| 1859 | 456          | 3131          | Церковь православная 1. Часовня раскольническая. Базар. |
| 1900 | 302          | 2711          |                                                         |
| 1913 | 600          | 2016          |                                                         |
| 1996 |              | 460           |                                                         |
| 2013 |              | 296           |                                                         |

## Образование
Большая заслуга в развитии школы принадлежит Константину Алексеевичу Селиванову, который проработал в ней более 50 лет учителем литературы и директором. Заслуженный учитель РСФСР, дважды награждён орденом Ленина, автор нескольких книг и сотен статей по литературному и историческому краеведению. При нём школа стала одной из лучших в области. Выпускался рукописный литературный журнал «Советская юность», был создан музей И. С. Полбина. Общество «Знание» изучало здесь опыт лекционной работы.
В школе пионервожатым работал В. З. Иванов-Паймен, впоследствии чувашский писатель, автор более 10 книг, в том числе романа «Мост», руководитель чувашской республиканской писательской организации и лауреат Государственной премии Чувашии.
Выпускниками школы являются: генералы И. М. Афанасов и М. П. Елисов, руководитель довоенной Брестской области Тупицын, Михаил Николаевич, доктора наук и профессора Ф. Ф. Головачёв и М. Г. Данилов, главный редактор журнала «Электрическая станция» В. И. Горин и заслуженный энергетик РСФСР, почётный энергетик СССР, почётный гражданин Ульяновской области Ф. Н. Гринин.

## Известные люди
- Полбин, Иван Семёнович — дважды Герой Советского Союза, окончил местную среднюю школу, в память о нём на фасаде школьного здания установлена мемориальная доска.
- Богатов, Пётр Антонович — Герой Советского Союза, окончил школу.

## Достопримечательности
- На площади села установлен обелиск в память землякам, погибшим или пропавшим без вести во время Великой Отечественной войны[9][10].
- В окрестностях села были найдены средневековые железные наконечники копий, стрела и сулица (дротик).
- Ансамбль зданий церковно-приходской школы[11]: — Здание церковно-приходской школы (1896 г.); — Дом жилой для преподавателей, где жил писатель (1896 г.- нач. XX в.); — Здание мастерских по труду (1896 г.); — Здание холодных служб (нач. XX в.); — Здание холодных служб (нач. XX в.); — Церковь (православная приходская (кон. XIX в.)[9];
- Имение помещичье: — Дом управляющего помещичьим имением, 1896 г.; — Декоративный сад, кон. XIX — нач. ХХ вв; — Амбар, кон. XIX в[9].
- Особняк купеческий, нач. ХХ в[9].
- Каждая гора вблизи села имеет название и легенду. Например, Софьина гора или Софьюшка связана с именем красавицы-девицы Софьи, местной жительницы, которая ушла искать своего любимого казака, когда того отправили воевать под Азов. «Всё село видело, как поднялась Софья на гору и исчезла за ней, больше её никто никогда не встречал».[2]
- Памятник-обелиск односельчанам, погибшим в Великой Отечественной войне (с. Карлинское, 80-е гг.)[12]